# نیکولای چوچالوف
نیکولای چوچالوف (انگلیسی: Nikolay Chuchalov; ۱۳ اوت ۱۹۳۲ – ۵ مهٔ ۲۰۱۱) کشتی‌گیر فرنگی اهل اتحاد جماهیر شوروی بود. وی در بازی‌های المپیک تابستانی ۱۹۶۰ شرکت کرده‌است.
وی همچنین برندهٔ جوایزی همچون مدال شجاعت کار شده‌است.